# Абдиров, Нурлан Мажитович
Нурла́н Мажи́тович Абди́ров (каз. Нұрлан Мәжитұлы Әбдіров, род. 12 января 1961 года, село Аксу-Аюлы, Шетский район, Карагандинская область, Казахская ССР) — казахстанский государственный и политический деятель. Председатель Центральной избирательной комиссии Республики Казахстан с 25 января 2022 года. Доктор юридических наук, полковник.
Депутат Сената Парламента Республики Казахстан (28 августа 2020 — 25 января 2022).

## Биография
Происходит из подрода Керней рода Каракесек племени Аргын.
В 1982 году поступает в Карагандинскую высшую школу Министерства внутренних дел СССР.
В 1982—1984 годах — преподаватель Карагандинской Высшей школы Министерства внутренних дел СССР.
В 1984—1988 годах — адъюнкт Всесоюзного научно-исследовательского института Министерства внутренних дел СССР.
В 1987—1997 годах — преподаватель, старший преподаватель, доцент, зам. начальника кафедры уголовного права и криминологии Карагандинской Высшей школы Министерства внутренних дел (ГСК) Республики Казахстан.
C июля 1997 по май 2000 года — секретарь Государственной комиссии Республики Казахстан по контролю за наркотиками.
C мая 2000 по декабрь 2000 года — заместитель председателя Агентства Республики Казахстан по борьбе с наркоманией и наркобизнесом.
C января 2001 по сентябрь 2002 года — заместитель председателя Комитета по борьбе с наркоманией и наркобизнесом Министерства юстиции Республики Казахстан.
C сентября 2002 по сентябрь 2004 года — государственный инспектор Секретариата Совета безопасности Республики Казахстан.
C сентября 2004 года — заведующий отделом общественной и экологической безопасности Секретариата Совета безопасности Республика Казахстан.
C апреля по июнь 2005 года — заместитель заведующего Секретариата Совета безопасности Республика Казахстан.
C июня 2005 года по 8 сентября 2009 года — заместитель секретаря Совета безопасности Республики Казахстан — заведующий секретариатом.
С 8 сентября 2009 года — Депутат Мажилиса Парламента Республики Казахстан IV созыва, с  18 января 2012 года — Депутат Мажилиса Парламента Республики Казахстан V созывас 25 марта 2016 года — депутат Мажилиса Парламента Республики Казахстан VI созыва, председатель Комитета по законодательству и судебно-правовой реформе, с 28 августа 2020 года — депутат сената парламента Казахстана, назначен указом президента Казахстана Касым-Жомарта Токаева. С 2 сентября 2020 года — заместитель председателя сената РК..
25 января 2022 года указом президента Республики Казахстан Касым-Жомарта Токаева назначен председателем Центральной избирательной комиссии Республики Казахстан.

## Высказывание
«Депутаты ставят вопрос о том, чтобы привлекать к ответственности за лесбиянство и другие моменты в сексуально-половой сфере».

Воинское звание — полковник.

## Награды
- Орден «Барыс» ІІІ степени (2 декабря 2021 года);[11][12]
- Орден Парасат (2015)[13]
- Орден Курмет (2006)
- Медаль «За вклад в обеспечение национальной безопасности»
- Медаль «10 лет Астане» (2008)
- Медаль «20 лет независимости Республики Казахстан» (2011)
- Медаль «25 лет независимости Республики Казахстан» (2016) и др.
- Орден «Содружество» (27 марта 2017 года, Межпарламентская ассамблея СНГ) — за активное участие в деятельности Межпарламентской Ассамблеи и её органов, вклад в укрепление дружбы между народами государств — участников Содружества Независимых Государств[14]
- Юбилейная медаль «МПА СНГ. 30 лет» (16 ноября 2023 года, Межпарламентская ассамблея СНГ) — за заслуги в деле развития и укрепления парламентаризма, за вклад в развитие и совершенствование правовых основ функционирования Содружества Независимых Государств, укрепление международных связей и межпарламентского сотрудничества[15]